# ZanAir
ZanAir (auch Zanair) ist eine tansanische Fluggesellschaft mit Sitz in Sansibar und Basen auf dem Flughafen Sansibar.

## Geschichte
ZanAir nahm im Jahr 1992 den Flugbetrieb mit der Basis auf Sansibar auf und legte anfangs ihr Augenmerk auf Flüge von und nach Sansibar. Mit dem Lauf der Jahre entwickelte sich ZanAir von einer kleinen Regionalgesellschaft zu einer der wichtigsten Regionalfluggesellschaften Tansanias und betreibt mittlerweile ein ausgedehntes Regionalstreckennetz mit vielen täglichen Abflügen, welches sich inzwischen nicht mehr nur auf Strecken von und nach Sansibar konzentriert, sondern auch Strecken innerhalb des tansanischen Festlandes umfasst. Angeflogen werden vor allem kleinere Flugplätze und Landebahnen abseits der großen Verkehrsströme, was sich auch in der aus sehr kleinen Flugzeugen bestehenden Flotte widerspiegelt. ZanAir führt hauptsächlich Inlandsdienste durch; internationale Flüge lassen sich im Flugplan nur nach Entebbe finden.

## Flugziele
ZanAir fliegt von Sansibar hauptsächlich nationale Ziele an. Als einziges internationales Ziel wird Mombasa in Kenia bedient.

## Flotte

### Aktuelle Flotte
Mit Stand April 2022 besteht die Flotte der ZanAir aus einer Cessna 207, zwei Cessna 208B und zwei Cessna 404.

### Ehemalige Flugzeugtypen
ZanAir setzte in der Vergangenheit unter anderem auch die Flugzeugtypen  Let L-410 und Fokker 70 ein.